# Rue Louis-Vitet (Lyon)
Pour les articles homonymes, voir Rue Louis-Vitet.
La rue Louis-Vitet est une voie du quartier Saint-Vincent dans le 1er arrondissement de Lyon, en France.

## Situation et accès

### Situation
La rue débute rue du Sergent-Blandan au niveau de la place Sathonay et se termine rue de la Martinière entre la salle Rameau et le lycée La Martinière. 

### Accès
La circulation se fait dans le sens inverse de la numérotation avec un stationnement d'un seul côté pour une partie de la rue car le reste est occupé par des terrasses de restaurant et un stationnement cyclable. 

## Origine du nom
Louis Vitet (1736-1809) est un médecin et maire de Lyon membre de l'académie des sciences, belles-lettres et arts de Lyon.

## Histoire

### XVIème siècle
L'emplacement est urbanisé depuis au moins le XVIe siècle. En 1540, est mentionnée une rue des Auges qui reliait la rue Saint-Marcel (actuelle rue Sergent-Blandan à la rue Neuve-des-Carmes (actuelle rue Hippolyte-Flandrin). Par la suite, cette voie est prolongée jusqu'à la place de la Miséricorde (actuelle place Tobie-Robatel), la partie restante étant incorporée à la rue de la Martinière. 

### XIXème siècle
À la fin du XIXe siècle, le quartier fait l'objet d´un important remaniement avec de nouvelles rues qui sont ouvertes. C'est dans ce contexte que la rue Vitet est créée et reçoit son nom le 2 février 1904 par décision du conseil municipal. La nouvelle rue relie la place Sathonay à la place de la Miséricorde. La salle Rameau est construite à l'emplacement de l'ancienne rue des Auges.

### XXIème siècle
En 2022, dans le cadre d’un plan de réaménagement des abords de la place Sathonay voisine, la rue est végétalisée.